# Vaiaku
Vaiaku este un sat din Tuvalu. Este localizat pe coasta de sud a insulei Fongafale, componentă a atolului Funafuti. Toate clădirile administrative și singurul hotel din Tuvalu, Vaiaku Langi Hotel, se află în Vaiaku. Populația satului este 516 locuitori. Satul nu ține de o circumscripție administrativă autonomă.